# Гаранин, Владимир Иванович
Владимир Иванович Гаранин (1920—1969) — майор Советской Армии, участник Великой Отечественной войны, Герой Советского Союза (1942).

## Биография
Родился 10 октября 1920 года в деревне Малые Ручьи (ныне — Конаковский район Тверской области) в крестьянской семье. В 1928 году вместе с семьёй переехал в Москву, где окончил семь классов школы и школу фабрично-заводского ученичества, после чего работал слесарем на одном из московских заводов, одновременно учась в Кунцевском аэроклубе. В 1939 году был призван на службу в Рабоче-крестьянскую Красную Армию. В 1941 году он поступил на учёбу в 1-ю Качинскую военную авиационную школу лётчиков имени Мясникова. Проходил службу в Одесском военном округе. 
С начала Великой Отечественной войны — на её фронтах. Производил воздушную разведку, участвовал в воздушных боях. 25 июня 1941 года сбил свой первый за время войны самолёт. В одном из боёв был ранен. После излечения воевал в составе 254-го истребительного авиаполка 14-й смешанной авиадивизии Юго-Западного фронта, в звании младшего лейтенанта был заместителем командира эскадрильи.
4 октября 1941 года вылетел на самолёте «ЛаГГ-3» на сопровождение штурмовиков, направлявшихся для нанесения удара по немецкому аэродрому в районе Полтавы. Когда производилась штурмовка аэродрома, группа прикрытия вступила в бой с группой истребителей «Me-109». В бою лётчик сбил немецкий истребитель, но затем и самолёт Гаранина был подожжён, и тогда он совершил таран вражеского истребителя, сбив его. Гаранину удалось выровнять, а затем и посадить в поле повреждённый самолёт. Он сумел выбраться из горящего самолёта, после чего упал без сознания. Двое красноармейцев успели оттащить лётчика от самолёта до того, как тот взорвался. Четыре месяца провёл в госпиталях, после чего вернулся в свой полк. Всего же к моменту представления к званию Героя Советского Союза младший лейтенант Владимир Гаранин совершил 130 боевых вылетов, в которых сбил 5 самолётов лично и 1 — в группе.
Указом Президиума Верховного Совета СССР «О присвоении звания Героя Советского Союза начальствующему и рядовому составу Красной Армии» от 27 марта 1942 года за «образцовое выполнение боевых заданий командования и проявленные при этом отвагу и геройство» удостоен высокого звания Героя Советского Союза с вручением ордена Ленина и медали «Золотая Звезда» за номером 673.
После излечения служил в 32-м гвардейском истребительном авиаполку Сталинградского фронта. Позднее участвовал в боях на Северо-Западном, Брянском, 1-м и 3-м Белорусских фронтах. Конец войны встретил в Берлине. 
Всего же за время своего участия в боях совершил 236 боевых вылетов, провёл 96 воздушных боёв, сбил 11 вражеских самолётов лично и 1 в группе.
В 1947 году в звании майора он был уволен в запас по состоянию здоровья. В начале 1950-х годов В.И. Гаранин жил и работал в Чувашии: был начальником учебной части Чебоксарского военно-морского клуба, заместителем председателя колхоза в Мариинско-Посадском районе. В последующие годы жил в Москве. 
Скончался 20 марта 1969 года, похоронен на Востряковском кладбище Москвы.

## Был также награждён
Двумя орденами Красного Знамени (1941, 1944), орденами Александра Невского (1943) и Отечественной войны 1-й степени (1943), а также рядом медалей.

## Память
Именем В.И. Гаранина названа улица в родной деревне.